# Stade Sant'Elia
Le stade Sant'Elia (en italien Stadio Sant'Elia) est un stade de football à Cagliari en Italie.
Actuellement sans occupants, il a été construit en 1970 et a une capacité de 23 486 places.

## Histoire
Le stade fut construit en 1970 après le titre de champion de Cagliari afin de remplacer le vieux Stadio Amsicora.
En 1989 le stade fut rénové en vue de la Coupe du monde de football de 1990. Lors du premier tour, il accueillit trois matchs du Groupe F : Angleterre-Irlande, Angleterre-Pays-Bas, Angleterre-Égypte. 
En 2012, jugé trop insalubre et se dégradant, il doit fermer. Le club de Cagliari se retrouve donc sans stade, jusqu'à une réouverture partielle, avec 5 000 places en 2014, en attendant que des travaux lui permettent de retrouver au moins 16 000 places. Finalement un stade provisoire, Unipol Domus est inauguré en 2017, en attendant la reconstruction du Sant'Elia.